# Porsche 906
Porsche 906, også kendt som Carrera 6, er en bilmodel fra den tyske bilproducent Porsche. Den blev kun produceret i 65 eksemplarer i 1966, og det var Porsches sidste løbsmodel som også var godkendt til gadebrug.
906 er efterfølgeren til Porsche 904, og havde Ferdinand Piëch som chefdesigner, der dengang også var leder af Porsches udviklingsafdeling. Karosseriet blev, som i 904, bygget i glasfiber, men nu blev fibrene lagt ud ved håndkraft, noget som resulterede i en lang mere jævn fordeling end den sprayteknik som blev brugt i produktionen af 904.
Bilen blev udstyret med en sekscylindret boksermotor kaldet 901/20, med 220 hestekræfter og karburator, og den vejede 580 kg, dvs. 113 kg lettere end forgængeren 904, også med en sekscylindret motor. Enkelte eksemplarer blev desuden udstyret med benzinsprøjtning eller ottecylindrede motorer, specielt for brug i bakkeløb, hvor Porsche konkurrerede mod blandt andet Ferrari Dino.
I modsætning til andre løbsbiler fra Porsche blev 906’s karosseri testet i vindtunnel, og den kunne nå en topfart på 280 kilometer i timen. Dette var hurtigt for en løbsbil med en motorvolumen på kun 2-liter. Ligesom på Mercedes-Benz 300SL fik bilen mågevingedøre, og et plexiglasdæksel blev monteret over den hækmotoren.
I debuten i 24-timers racerløbet i Daytona, 1966 kørte Carrera 6 ind til en sjetteplads sammenlagt, og vandt sin klasse mod Ferrari Dino. På 12-timers racerløbet i Sebring samme år fuldførte racerkørerne Hans Herrmann og Gerhard Mitter til en fjerdeplads sammenlagt, og igen vandt bilen sin klasse. På 24-timers racerløbet i Le Mans vandt Ford GT40 de tre øverste pladser foran Porsche.